# Pontos extremos da África

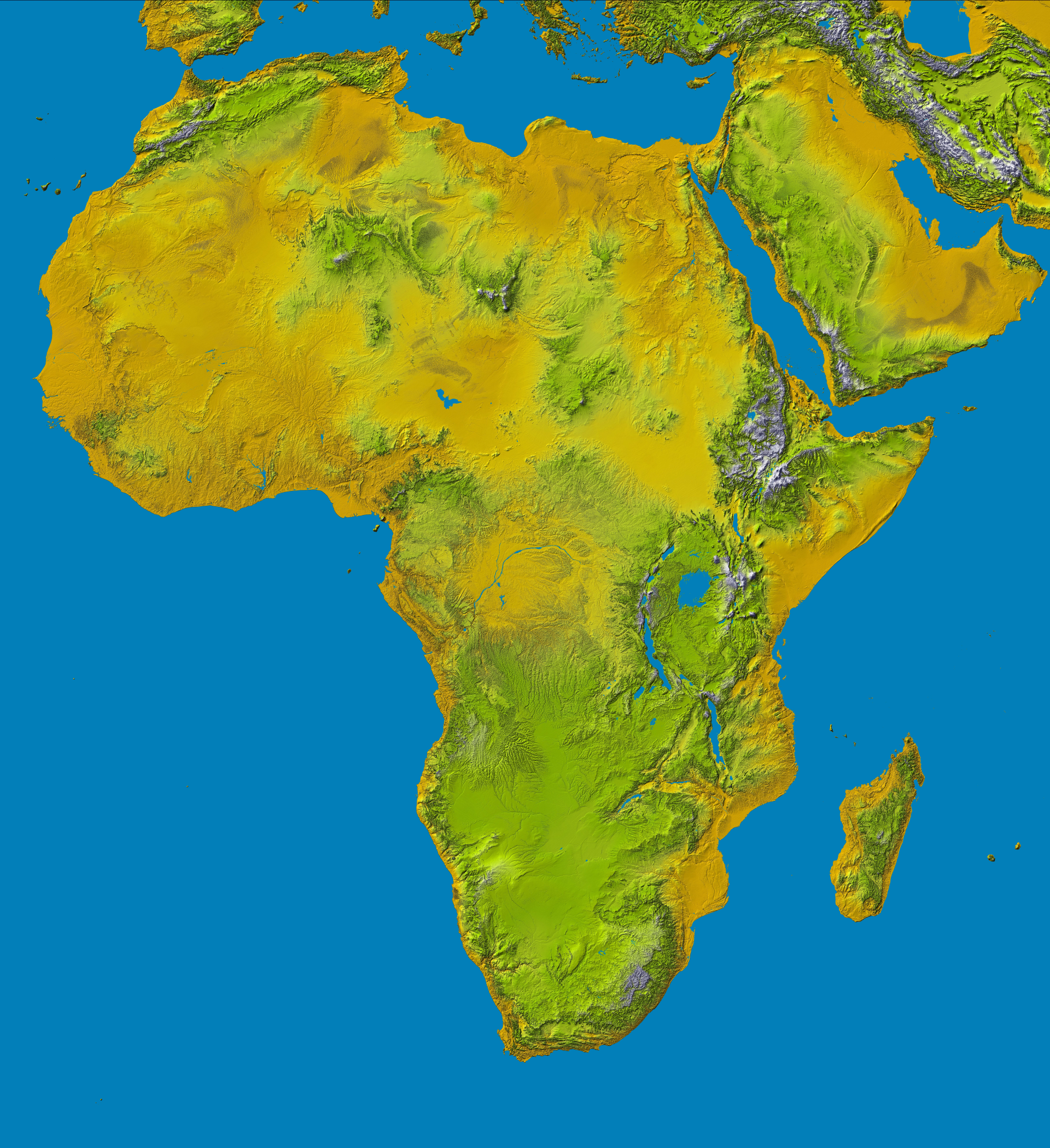
Mapa topográfico de África

Os pontos extremos da África são os seguintes:

## África, incluindo as terras remotas e as pequenas ilhas
- Extremo norte: Ilhas Galite, Tunísia (37º32'N).
- Extremo sul: Cabo das Agulhas, África do Sul (34º51'15"S)[1]
- Extremo oeste: Ilha de Santo Antão, Cabo Verde (25° 25' W)
- Extremo leste: Ilha Rodrigues, Maurícia (63º30'E)

O polo de inacessibilidade de África fica do ponto onde se unem as fronteiras da República Centro-Africana, Sudão e República Democrática do Congo, perto de Obo (Rep. Centro-Africana).

## África continental
- Extremo norte: Ras ben Sakka (Cabo Branco), Tunísia
- Extremo sul: Cabo das Agulhas, África do Sul (34º51'15"S)
- Extremo oeste: Pointe des Almadies, Península do Cabo Verde, Senegal (17°33′22"W)
- Extremo leste: Ras Hafun, Somália (51°27'52"E)

## Altitude
- Máxima: Monte Kilimanjaro, Tanzânia, 5891,8 m[2]
- Mínima: Lago Assal, Djibouti, 153 m abaixo do nível do mar